# باسکارا یکم
باسکارا یکم (مراتی: भास्कर؛ ح. ۶۰۰ – ح. ۶۸۰) یک ریاضی‌دان اهل هند بود.